# Kratié
Kratié (franska: Kratie) är en provinshuvudstad i Kambodja. Den ligger i provinsen Kratie, i den centrala delen av landet, 160 km nordost om huvudstaden Phnom Penh. Kratié ligger 27 meter över havet och antalet invånare är 19 975.
Terrängen runt Kratié är platt. Runt Kratié är det ganska tätbefolkat, med 214 invånare per kvadratkilometer. Det finns inga andra samhällen i närheten. Omgivningarna runt Kratié är en mosaik av jordbruksmark och naturlig växtlighet.